# Araǰin Xowmb 2012-2013
L'Araǰin Xowmb 2012-2013 è stata la 22ª edizione della seconda serie del campionato armeno di calcio. La stagione è iniziata il 10 aprile 2012 ed è terminata il 13 maggio 2013.

## Stagione

### Novità
Al termine della stagione 2011, lo Shengavit vincitore del campionato non è stato ammesso alla massima serie in quanto seconda squadra dell'Ulisses. Due nuove squadre si sono iscritte al campionato: l'Alaškert (rifondato dopo lo scioglimento del 2000) e il King Delux. La terza squadra del P'yownik non si è iscritta a questa edizione del torneo.
Il numero di partecipanti è salito da nove a dieci.

### Formula
Le dieci squadre partecipanti si affrontano quattro volte, per un totale di 36 partite.

## Classifica
|  | Pos. | Squadra       | Pt | G  | V  | N | P  | GF | GS  | DR  |
|  | ---- | ------------- | -- | -- | -- | - | -- | -- | --- | --- |
|  | 1.   | Alaškert      | 78 | 36 | 24 | 6 | 6  | 80 | 31  | +49 |
|  | 2.   | Mika Erevan 2 | 61 | 36 | 18 | 7 | 11 | 60 | 51  | +9  |
|  | 3.   | P'yownik 2    | 61 | 36 | 18 | 7 | 11 | 69 | 53  | +16 |
|  | 4.   | Ganjasar 2    | 60 | 36 | 18 | 6 | 12 | 76 | 59  | +17 |
|  | 5.   | Ararat 2      | 57 | 36 | 16 | 9 | 11 | 60 | 51  | +9  |
|  | 6.   | Banants 2     | 54 | 36 | 17 | 3 | 16 | 57 | 47  | +10 |
|  | 7.   | Shengavit     | 46 | 36 | 14 | 4 | 18 | 46 | 57  | -11 |
|  | 8.   | Širak 2       | 41 | 36 | 11 | 8 | 17 | 48 | 55  | -7  |
|  | 9.   | King Delux    | 36 | 36 | 10 | 3 | 23 | 45 | 78  | -33 |
|  | 10.  | Impuls 2      | 21 | 36 | 5  | 5 | 26 | 46 | 105 | -59 |

Legenda:
      Promossa in Bardsragujn chumb 2013-2014
Note:
Tre punti a vittoria, uno a pareggio, zero a sconfitta.